# Zajíčkov
Zajíčkov (en allemand : Sajitschkow) est une commune du district de Pelhřimov, dans la région de Vysočina, en République tchèque. Sa population s'élevait à 229 habitants en 2024.

## Géographie
Zajíčkov se trouve à 7 km au sud-sud-est de Pelhřimov, à 24 km à l'ouest de Jihlava et à 98 km au sud-est de Prague.
La commune est limitée par Rynárec au nord-ouest, par Pelhřimov au nord-est, par Dobrá Voda au sud-est, par Pelhřimov au sud-ouest et par Mezná à l'ouest.

## Histoire
La première mention écrite de la localité date de 1203.

## Administration
La commune se compose de trois sections :
- Zajíčkov
- Rovná